# Etlingera longipetiolata
Etlingera longipetiolata là một loài thực vật có hoa trong họ Gừng. Loài này được (B.L.Burtt & R.M.Sm.) R.M.Sm. mô tả khoa học đầu tiên năm 1986.